# Rimski obrednik
Rimski obrednik (Rimski ritual, lat. Rituale Romanum) je jedna od službenih bogoslužnih knjiga rimskog obreda Katoličke Crkve. Sadrži sve obrede koje smije izvesti svećenik ili đakon, a koji nije sadržan u Rimskom misalu ili Brevijaru. U obredniku su i obredi koji se nalaze u samo jednoj od prije navedenih knjiga.